# Orbite non inclinée
Une orbite non inclinée est une orbite coplanaire avec un plan de référence. L'inclinaison orbitale est de 0 pour les orbites progrades et de pi (180°) pour les orbites rétrogrades.[réf. nécessaire]
Si le plan de référence est le plan équatorial d'un objet céleste massif sphéroïdal, l'orbite est appelée équatoriale. L'orbite non inclinée est dans ce cas une orbite quasi équatoriale spéciale.
Par contre une orbite non inclinée n'est pas obligatoirement équatoriale car elle peut être définie par rapport à un autre plan de référence. S'il s'agit de l'écliptique, l'orbite non inclinée est une orbite écliptique.
Une orbite non inclinée n'a pas de nœuds. Le nœud ascendant ainsi que les éléments orbitaux longitude du nœud ascendant et argument du périastre qui s'y réfèrent ne sont pas définies non plus. Il faut donc d'autres éléments orbitaux pour décrire exactement l'orbite.
L'orbite géostationnaire est l'exemple d'orbite géosynchrone non inclinée par rapport au plan équatorial de la Terre.